# Buderes
Buderes is een geslacht van kevers uit de familie van de loopkevers (Carabidae). De wetenschappelijke naam van het geslacht is voor het eerst geldig gepubliceerd in 1857 door Murray.

## Soorten
Het geslacht Buderes is monotypisch en omvat slechts de volgende soort:
- Buderes oberti Murray, 1857